# Saint-Jean-Kerdaniel
Saint-Jean-Kerdaniel é uma comuna francesa na região administrativa da Bretanha, no departamento Côtes-d'Armor. Estende-se por uma área de 10,97 km². Em 2010 a comuna tinha 650 habitantes (densidade: 59,3 hab./km²).